# Piat Sauvage
Pour les articles homonymes, voir Sauvage (homonymie).
Piat Joseph Sauvage ou Pietr Joseph Sauvage (Tournai, 19 janvier 1744 - Tournai, 11 juin 1818) est un peintre belge.
Il est renommé pour ses trompe-l'œil en grisaille, qui « atteignent des sommets ».

## Biographie
Son père, Antoine Sauvage, était vitrier. Piat travaille dans l'entreprise familiale jusqu'à l'âge de dix-sept ans, tout en recevant une formation technique à l'École de dessin. Il va ensuite perfectionner son éducation artistique à l'Académie royale des beaux-arts d'Anvers sous la direction du peintre d'histoire et de grisailles Martin-Joseph Geeraerts. Il travaille un temps à la Cour des Pays-Bas d'Autriche à Bruxelles puis il se fait recevoir à l'Académie de Saint-Luc de Paris. Sa participation à l'exposition organisée en 1774 par ce groupement artistique comprend neuf ouvrages parmi lesquels La Mort de Germanicus, bas-relief en grisaille. Il est reçu en 1774 à l'Académie royale de peinture, sculpture et architecture de Toulouse après la présentation d'un tableau représentant Un Jeu d'enfants se trouvant aujourd'hui au musée des Augustins. En 1776, Sauvage est le premier étranger à solliciter son admission à l'Académie des Arts de Lille. Admis le 12 septembre, il présente son morceau de réception, La peinture et la sculpture protégées par Minerve, au salon de l'année suivante.
Il est agréé par l'Académie royale de peinture et de sculpture le 28 juillet 1781, puis reçu membre le 29 mars 1783 après[réf. nécessaire] la production d'un tableau représentant une Table couverte d'un tapis brodé sur laquelle sont posés : une statuette d'enfant, un casque, un bouclier, des livres, un violon, un vase de bronze, un globe céleste, des papier et une écharpe blanche. Cette toile se trouve au musée du château de Fontainebleau, qui possède également plusieurs dessus de porte de cet artiste (voir plus bas la section « Œuvres »). En 1781 Diderot, qui fait une critique du salon de 1781, dit de son travail : « L'illusion toujours est surprenante et prouve au moins la plus grande intelligence dans la disposition des ombres et des lumières ».
La réputation qu'il s'est acquise lui permet d'être nommé premier peintre de Louis-Joseph de Bourbon, prince de Condé, puis du roi Louis XVI. En cette qualité, il peint un admirable Portrait de Marie-Antoinette, des médaillons de la famille royale de France, des portraits d'hommes célèbres. Il réalise le plafond de la chapelle du château de Saint-Cloud et décore le théâtre de Chantilly (rasé sous la Révolution). Il est également l'auteur de grisailles représentant les "Quatre Saisons" qui décorent la Laiterie de Marie-Antoinette, à Rambouillet.[réf. nécessaire]
La situation que l'artiste occupe à la Cour ne l'empêche pas d'adhérer à la Révolution et de devenir chef d'un bataillon de la Garde nationale parisienne. Les bouleversements politiques ne ralentissent pas son activité artistique, il expose régulièrement au Salon jusqu'en 1804.[réf. nécessaire]
En 1793, il aborde la peinture sur porcelaine avec un secrétaire destiné à William Beckford mais qui est finalement acheté par la reine d'Espagne Marie-Louise de Bourbon-Parme en 1805 ; ce secrétaire comporte « au moins 56 morceaux de peinture et camée et autres », sur ivoire et sur porcelaine, et en particulier une grande plaque circulaire et deux plaques en losange vraisemblablement créées par la manufacture parisienne de porcelaine Dihl et Guérhard. Cependant les archives de la manufacture mentionnent son nom parmi les artistes employés, seulement à partir de 1797 (Sauvage a déjà 53 ans). Il y travaille à plein temps de 1797 à 1804 (mais pendant cette période il a peut-être aussi travaillé occasionnellement pour d'autres établissements). Sauvage et Le Guay peignent notamment pour cette manufacture les plaques ornant une table en bronze doré donnée par Napoléon Ier au roi d'Espagne Charles IV et son épouse Marie-Louise — les plaques de Le Guay sont datées 1804. 

Lorsque Le Guay peint en 1797 le portrait de son employeur Christophe Erasmus Dihl, l'un des objets du décor de cette plaque de porcelaine est un vase portant une frise sur fond bleu pâle, qui représente des jeux d'enfants à l'antique en couleur de bronze : une production typique de Sauvage,.
Cette même année 1797, Dihl montre à l'Exposition des produits de l'industrie un grand bas-relief par Sauvage, qui est particulièrement remarqué ; Dihl et Guérhard est le seul producteur de porcelaine à être récompensé (Sèvres y expose aussi des pièces mais le jury n'admet pas dans le concours « les fabriques nationales de Versailles et de Sèvres, attendu que les encouragements qu'elles reçoivent du gouvernement leur donnent des moyens qu'il est difficile à des particuliers de réunir : il s'est borné à rendre une justice méritée aux superbes et nombreux produits qu'elles ont présentés à l'exposition »). 

Le 25 décembre 1797 il est témoin au mariage de Christophe Erasmus Dihl et de Louise-Françoise-Madelaine Croizé, veuve Guérhard ; les autres témoins sont Le Guay, et Marie Victoire Jacquotot la nouvelle épouse de ce dernier et elle-même peintre de grand talent.
Il travaille aussi pour l'atelier parisien de Jacques Lefèbvre, situé rue Amelot, dont la production est limitée mais toujours de qualité exceptionnelle. Pour cet atelier, Sauvage peint notamment le décor d'une paire de grands vases (hauteur 1,80 m avec le sicle en bronze) : un bandeau continu de personnages dans le style antique, couleur bronze sur fond or. Le style de ces vases les date dans les dix à quinze premières années du XIXe siècle et ils ont pu être réalisés alors que Sauvage était encore chez Dihl et Guérhard, ou bien lorsqu'il en est parti pour travailler à Sèvres.
De 1804 à 1807, il travaille pour la manufacture de Sèvres, mais pas à plein-temps : les registres de travail aux pièces de 1804 à 1809 pour cette manufacture incluent des pages à en-tête de son nom, mais dans cette période il peint seulement deux assiettes et deux paires de vases ; des pages pour 1808 et 1809 portent son nom mais ne mentionnent aucune œuvre. Il commence à travailler en juin 1805 sur la paire de vases dits « vases Percier » (de nos jours au musée du château de Fontainebleau), décorés de scènes de sacrifices antiques en couleur bronze sur fond blanc, les vases eux-mêmes arborant un fond rouge brun ; mais Sauvage tombe malade fin 1805 et le décor de ces vases est déclaré suspendu au nouvel an 1806. Sauvage se rétablit et les finit en mars 1806. Les vases sont montés en bronze en avril et sont livrés le 7 septembre 1807 pour le deuxième salon de l'empereur au château de Rambouillet.
Il réalise ensuite le décor d'une deuxième paire de vases, décrits comme « Vases Médicis fond beau bleu bas relief des 4 saisons en bronze » ; ce sont peut-être les vases que l'on retrouve chez Gilbert Lévy en 1931, qui portent la signature de Sauvage et sont décorés de « scènes représentant le couronnement des bustes de Napoléon et de Joséphine, en imitation du bronze ».
En 1808, il retourne à Tournai pour prendre la direction de l'Académie de dessin à la suite des démarches pressantes du maire Charles-Henri-Joseph de Rasse. Jusqu'en 1817, il réorganise avec succès l'Académie et nombre de peintres de renom, comme Antoine Payen, y reçoivent des cours du peintre. Piat Sauvage peint Les Sept Sacrements, d'après Poussin, pour le chœur de la cathédrale de Tournai. Ses bas-reliefs, en grandeur nature, devaient y remplacer les superbes tapisseries emportées par les Jacobins français et leurs collaborateurs locaux.[réf. nécessaire]

## Œuvres
Il se spécialise dans l'imitation du marbre et des terres cuites anciennes. Ses trompe-l'œil imitant les bas-reliefs antiques ornent les hôtels et les châteaux de Paris et de ses environs (Bellevue, Compiègne, Fontainebleau).
Louvre
- Bacchanale d'enfants (vers 1780 - 1790), huile sur marbre noir, 32 × 84 cm, Louvre[14]
- Amours battant le blé, toile, 38,4 × 46,5 cm, Louvre (en dépôt au musée municipal de Semur-en-Auxois)[15]
- Amours jouant, dessin à l'encre grise, lavis gris, mine de plomb et plume, 9,7 × 20,3 cm, Louvre[16]
- Des Amours portent une urne, toile, 71 × 173,5 cm, Louvre (en dépôt au musée Hyacinthe Rigaud de Perpignan)[17]
- Amours jouant avec un tigre, toile, 24 × 32 cm, Louvre (en dépôt au musée d'art et d'histoire (hôtel Beurnier-Rossel) de Montbéliard)[18]
- Portrait d'homme, vu de profil, miniature ovale en camaïeu sur ivoire, 4,3 × 3,4 cm, Louvre[19],[20]
- Portrait de fillette, de profil, miniature sur ivoire, 5,4 × 5,4 cm, Louvre[21]
- La Géographie et ses attributs, toile, 84 × 173 cm, Louvre (en dépôt au musée d'art populaire Henri Mathieu de Bruyères. Le pendant de cette toile, Minerve couronne les Beaux-Arts, est à Versailles[22]
- Une table sur laquelle on voit un tapis et une statuette d'enfant (autre titre : Table garnie d'un tapis de Turquie, de l'Enfant à la cage et du vase de Médicis), toile, 162 × 122 cm, Louvre (en dépôt au musée national du château de Fontainebleau). Salon de 1783, no 105[1]
- La famille de la Revellière Lepeaux, gouache, don de Mme Paul Leferme née David d'Angers en 1900, œuvre disparue avant 1951[23]

Fontainebleau
- Dessus de porte de la chambre de l'empereur : Amours et attributs avec des roses, château de Fontainebleau[24]
- Dessus de porte : Amours et attributs avec des roses et un char, chambre de l'empereur, château de Fontainebleau[25]
- Dessus de porte : Amours et attributs avec une lionne au centre, chambre de l'empereur, château de Fontainebleau, 1786[26]
- Dessus de porte : Amours et attributs avec un lion au centre, chambre de l'empereur, château de Fontainebleau, 1786[27]
- Dessus de porte : Amours et attributs, chambre de l'empereur, château de Fontainebleau[28]
- Dessus de porte : Amours et attributs vase porté sur un brancard, chambre de l'empereur, château de Fontainebleau[29]
- Dessus de porte : deux femmes dont l'une avec une corbeille de fruits, château de Fontainebleau[30]
- Dessus de porte : Baccantes 1, deux femmes et quatre putti, huile sur toile, 67 × 170 cm, château de Fontainebleau, 1786[31]
- Dessus de porte : Baccantes 2, huile sur toile, 67 × 170 cm, château de Fontainebleau, 1786[32]
- Dessus de porte de la petite chambre à coucher : deux femmes avec des fleurs (1), huile sur toile, 72 × 14,5 cm, commande de Louis XVI en 1786, château de Fontainebleau, 1786[33]
- Dessus de porte de la petite chambre à coucher : deux femmes avec des fleurs (2), huile sur toile, 72 × 14,5 cm, commande de Louis XVI en 1786, château de Fontainebleau, 1786[34]
- Dessus de porte du cabinet topographique : L'Astronomie, château de Fontainebleau[35]
- Dessus de porte comportant des sacrifices à Mercure (no 1), salon des jeux de la reine, château de Fontainebleau, 1787[36]
- Dessus de porte comportant des sacrifices à Mercure (no 2), salon des jeux de la reine, château de Fontainebleau, 1787[37]
- Dessus de porte comportant des sacrifices à Mercure (no 3), salon des jeux de la reine, château de Fontainebleau, 1786[38]

- Dessus de porte comportant des sacrifices à Mercure (n°4), toile, salon des jeux de la reine, château de Fontainebleau, 1786[39]

- Dessus de porte comportant des sacrifices à Mercure (no 5), salon des jeux de la reine, château de Fontainebleau, 1786[40]
- Dessus de porte comportant des sacrifices à Mercure (no 6), salon des jeux de la reine, château de Fontainebleau, 1786[41]
- Frise d'amours dansants, huile, château de Fontainebleau[42]
- Dessus de porte : Scène à l'antique illustrant le repos et le sommeil (no 1), chambre de l'impératrice, château de Fontainebleau, 1786[43]
- Dessus de porte : Scène à l'antique illustrant le repos et le sommeil (no 2), chambre de l'impératrice, château de Fontainebleau, 1786[44]
- Dessus de porte : Scène à l'antique illustrant le repos et le sommeil (no 3), chambre de l'impératrice, château de Fontainebleau, 1786[45]

Châteauroux
- Six panneaux en grisaille à l'imitation de bas-reliefs (les quatre saisons et deux scènes de jeux d'enfants), Musée Bertrand

Compiègne
- Enfants chassant, 118 × 146 cm, château de Compiègne[46]
- Le Sommeil, huile sur toile, 92 × 140 cm, salon de famille, château de Compiègne[47]
- Le Réveil, huile sur toile, 92 × 140 cm, salon de famille, château de Compiègne, 1785[48]
- La Toilette, huile sur toile, 92 × 140 cm, salon de famille, château de Compiègne, 1785[49]
- Le Repas, huile sur toile, 92 × 140 cm, salon de famille, château de Compiègne, 1785[50]
- Anacréon, huile sur toile, salle à manger de l'empereur, château de Compiègne, 1785[51]
- Dessus de porte : Jeux d'enfants (1), salon latéral de l'appartement du Dauphin et de Madame Royale, château de Compiègne[52]
- Dessus de porte : Jeux d'enfants (2), salon latéral de l'appartement du Dauphin et de Madame Royale, château de Compiègne[53]
- Dessus de porte : Tableau de chasse de l'Amour, grande chambre à coucher, appartement du Dauphin et de Madame Royale puis appartement double de Prince, château de Compiègne[54]
- Dessus de porte : Bacchante versant à boire à un enfant, appartement du Dauphin et de Madame Royale puis appartement double de Prince, salon circulaire, château de Compiègne[55]
- Dessus de porte "en coloris" représentant les éléments : L'Air, huile sur toile, salon des jeux de la Reine, château de Compiègne[56]
- Dessus de porte représentant les éléments : le Feu, salon des jeux de la reine Marie-Antoinette, château de Compiègne[57]
- Dessus de porte : Le Printemps, ancienne chambre de la reine Marie-Antoinette, chambre à coucher du roi de Rome, château de Compiègne[58]
- Dessus de porte : Clio, salon des Noces ou premier salon, ancien appartement de la reine puis appartement du roi de Rome, château de Compiègne[59]
- Dessus de porte : Euterpe, salon des Noces ou premier salon, ancien appartement de la reine puis appartement du roi de Rome, château de Compiègne[60]
- Dessus de porte : Melpomène, salon des Noces ou premier salon, ancien appartement de la reine puis appartement du roi de Rome, château de Compiègne[61]
- Dessus de porte : enfants jouant au milieu de vases antiques et de fruits, grisaille en trompe-l'œil imitant un bas-relief (d'une série de six), château de Compiègne[62]

Château de Chantilly, musée Condé
- Marie-Antoinette, peinture sur papier, musée Condé[63]
- Louis XVI, peinture sur papier, musée Condé[64]
- L'Amour blessé avec Vénus et Cupidon, miniature monochrome sur ivoire, musée Condé[65]

Dijon, musée Magnin
- La courte-échelle des Amours, huile sur toile, 33,3 × 18,9 cm , musée Magnin de Dijon[66]

Île-d'Aix, musée napoléonien
- Le général Bonaparte, Premier Consul, fixé sous verre, musée napoléonien de Île-d'Aix[67]

Lille
- La Peinture et la Sculpture protégées par Minerve, palais des beaux-arts de Lille[68]
- Portrait d'homme, palais des beaux-arts de Lille[69]

Malmaison, musée des châteaux de Malmaison et Bois-Préau
- Allégories à Joséphine, musée des châteaux de Malmaison et Bois-Préau, vers 1805[70]
- Portrait de Bonaparte, Premier Consul, huile sur toile, 60 × 50 cm, musée des châteaux de Malmaison et Bois-Préau[71] et à la bibliothèque de l'Institut de France[12]

Paris, musée Marmottan
- Portrait en buste de Bonaparte, Premier Consul, huile sur toile, 50 × 37 cm, musée Marmottan de Paris, vers 1799. Il existe plusieurs versions de ce portrait, notamment au musée Carnavalet, à Malmaison[71], au musée napoléonien de Île-d'Aix[67] et à la bibliothèque de l'Institut de France[12]

Sèvres
- Assiette allégorie du Printemps, service marli d'or à croisillons et palmettes, musée de Sèvres, 1808[72]

Tournai
- Peintures sur une paire de plaques de porcelaine : Minerve donnant une leçon de folie et Vénus donnant une leçon de sagesse, Dihl et Guérhard, musée des beaux-arts de Tournai. Ces peintures sont présentées au Salon de 1800 comme « bas-reliefs peints en porcelaine avec les couleurs du citoyen Dihl »[7],[n 3].

- 5 plaques de porcelaine peintes, Musée des arts décoratifs de Tournai, signées Sauvage mais sans marque de fabrique, probablement de la manufacture Dihl et Guérhard[7],[n 4]
- une plaque de porcelaine signée, dans la collection Henri Casterman, à Tournai[n 4].

Versailles
- Le comte de La Marck (Lamarck) Auguste Marie Raymond d'Arenberg, d'après Jeanne Dabos, 22,4 × 13,5 cm, musée des châteaux de Versailles et du Trianon[73]

Vizille, musée de la Révolution française
La Liberté et l'Égalité précédées de la Vérité, de la Justice et de la Force, huile sur toile, 23 × 118 cm, musée de la Révolution française, vers 1793-1794